# Bulletin officiel des annonces civiles et commerciales

Logo du site internet BODACC.fr

En France, le Bulletin officiel des annonces civiles et commerciales (BODACC) est une publication officielle éditée par la Direction de l'information légale et administrative (DILA), dans le cadre de sa mission de contribuer à la garantie de la transparence de la vie économique et financière.
Le BODACC est régi par l'article R. 123-209 du Code de commerce qui dispose « il est institué un bulletin annexe au Journal officiel de la République française sous le titre de Bulletin officiel des annonces civiles et commerciales. Sont insérés dans ce bulletin les avis prévus par le présent code et par tous les autres textes législatifs ou réglementaires ».
Ce bulletin national assure principalement la publicité des actes enregistrés au registre du commerce et des sociétés (RCS). Sont publiés notamment les avis de ventes et cessions, les immatriculations, les créations d'établissement, les modifications et radiations d'une personne physique ou d'une personne morale.
Le BODACC publie aussi les avis de procédure collective (liquidation judiciaire, redressement judiciaire, procédure de sauvegarde…) ainsi que les avis de dépôt des comptes. En outre, il assure aussi la publicité de certains avis civils :
- les avis relatifs à la procédure de rétablissement personnel ;
- les avis relatifs aux déclarations de successions acceptées à concurrence de l'actif net.

## Histoire
L'ancêtre du BODACC a été créé en février 1907 sous le titre Bulletin officiel des ventes de fonds et faillites, qui est devenu par la suite le Bulletin officiel du registre du commerce et du registre des métiers (nom que nous retrouvons déjà en 1953). L'appellation Bulletin officiel des annonces commerciales (BODAC) a été donnée en 1967 mais entre officiellement en vigueur en 1968. Le nom définitif du BODACC est donné entre 1975 et 1978.
Les annonces du BODACC contiennent régulièrement l'identifiant SIREN des entreprises à compter de 1975.
Le lundi 6 mai 1985, la Direction des Journaux officiels devenue depuis la Direction de l'information légale et administrative a mis en place un accès télématique aux informations contenues dans le BODACC.
Le site bodacc.fr est la version électronique de ce bulletin. Ce site a été ouvert en juin 2009 et reprend l'ensemble des données publiées au BODACC depuis janvier 2008.
Le contenu du site (les annonces BODACC elles-mêmes) est devenu gratuit en juillet 2011.

## Publication
La diffusion et la publication du BODACC est placée sous la responsabilité de la Direction de l'information légale et administrative. La DILA est un des services du Premier ministre qui a pour mission d'assurer la diffusion des lois et décrets, d'éditer et diffuser les textes législatifs et réglementaires, de garantir la transparence économique et financière, d'offrir un accès multicanal à l'information administrative, d'élaborer, éditer et diffuser des ressources d'information de référence et d'éditer et diffuser les publications administratives.
Jusqu'au 9 janvier 1986, le BODACC était publié sous une seule édition.
Depuis, le BODACC comporte trois éditions :
- BODACC A : ventes et cessions, créations d'établissements, procédures collectives, procédures de rétablissement personnel et avis relatifs aux successions.

Parution le dimanche, mardi (jumelé avec lundi), jeudi (jumelé avec mercredi), vendredi et samedi.
- BODACC B : modifications diverses et radiations d’établissements.

Parution les mêmes jours que le BODACC A.
- BODACC C : avis de dépôts des comptes de sociétés.

Parution irrégulière une à cinq fois par semaine.
Le nombre d'annonces est en constante augmentation : en moyenne près de deux millions d'annonces par an.
La publication d'un jugement d'ouverture au BODACC marque la date de début du délai de déclaration des créances qui est de deux mois pour la métropole (deux mois complémentaires pour la Corse, les départements d'outre-mer et les créanciers situés hors de France).
Le BODACC diffuse l'ensemble des annonces des départements de métropole, de la Guadeloupe, Martinique, Guyane, Réunion, Mayotte et Saint-Pierre-et-Miquelon. Les annonces légales des autres territoires d'outre-mer ne sont pas publiées au BODACC mais uniquement dans les journaux d'annonces légales locaux ou au bulletin local.

## Rediffusion
Jusqu'à fin 2007, le BODACC était redistribué sous la forme d'un fichier (format TLS) mono-ligne (sans aucun retour chariot).
Depuis fin 2007, début 2008, la DILA distribue le BODACC au format XML pour les rediffuseurs du BODACC en plus de l'édition papier.

## Récapitulatif
| Années    | Abréviation | Titre                                                                | ISSN                 |
| --------- | ----------- | -------------------------------------------------------------------- | -------------------- |
| 1926-1950 |             | Bulletin officiel des ventes et cessions de fonds de commerce        | 2023-2977            |
| 1950-1962 | BORCRM      | Bulletin officiel du registre du commerce et du registre des métiers | 2023-2985            |
| 1963-1967 | BORC        | Bulletin officiel du registre du commerce                            | 0429-2952            |
| 1967-1978 | BODAC       | Bulletin officiel des annonces commerciales                          | 0532-3363 0220-021X* |
| 1978-1985 | BODACC      | Bulletin officiel des annonces civiles et commerciales               | 0220-0171            |
| 1986-2015 | BODACC A    | Bulletin officiel des annonces civiles et commerciales A             | 0298-296X            |
| 1986-2015 | BODACC B    | Bulletin officiel des annonces civiles et commerciales B             | 0298-2978            |
| 1986-2015 | BODACC C    | Bulletin officiel des annonces civiles et commerciales C             | 0298-2986            |
| 2016-     | BODACC A    | Bulletin officiel des annonces civiles et commerciales A (en ligne)  | 2491-2131            |
| 2016-     | BODACC B    | Bulletin officiel des annonces civiles et commerciales B (en ligne)  | 2491-4304            |
| 2016-     | BODACC C    | Bulletin officiel des annonces civiles et commerciales C (en ligne)  | 2491-2107            |